# Nagrody Branży Bezwykopowej
Nagrody w Branży Bezwykopowej, znane jako TYTANY (ang. Tytan) – nagroda przyznawana corocznie w branży bezwykopowej przez Wydawnictwo INŻYNIERIA i niezależne jury, które składa się z przedstawicieli świata nauki, stowarzyszeń oraz mediów. Pierwsze rozdanie nagród odbyło się w 2003.
Nagradzane są zrealizowane projekty lub produkty wykorzystywane przy realizacji spektakularnych inwestycji wykonanych bezwykopowo. Uroczystość wręczenia Tytanów odbywa się zawsze w czerwcu. Tytany, z wyłączeniem jednej kategorii, przyznawane są przeważnie filmom anglojęzycznym. Ceremonia rozdania Tytanów odbywa się podczas Międzynarodoweh Konferencji, Wystawy i Pokazów Technologii "INŻYNIERIA Bezwykopowa". Jest to jedyna taka nagroda w skali Europy, która trafia nie tylko do polskich firm ale także zagranicznych.
Jury
Do oceny nowminowanych projektów i produktów co roku wybierane jest niezależne Jury, które składa się z przedstawicieli wszystkich uczelni związanych z tematyką branży bezwykopowej oraz stowarzyszeń branżowych i mediów.
W 2019 roku w Jury zasiedli:
- Dr inż. Andrzej Kolonko z Politechniki Wrocławskiej
- Mgr inż. Paweł Kośmider z kwartalnika „Inżynieria Bezwykopowa”
- Prof. dr hab. inż. Marian Kwietniewski z Politechniki Warszawskiej
- Prof. dr hab. inż. Cezary Madryas – Rektor Politechniki Wrocławskiej
- Dr inż. Florian Piechurski z Politechniki Śląskiej
- Dr inż. Teresa Nowak z Uniwersytetu Zielonogórskiego
- Dr inż. Karol Ryż z Akademii Górniczo-Hutniczej
- Dr hab. inż. Adam Wysokowski, prof. Uniwersytetu Zielonogórskiego
- Dr inż. Dariusz Zwierzchowski, Wyższa Inżynierska Szkoła Bezpieczeństwa i Organizacji Pracy (WISBIOP).

Historia
Tytany w Branży Bezwykopowej niezmiennie przyznawane są w trzech kategoriach: Projekt roku – nowa instalacja (15 nagród), Projekt roku – renowacja (15 nagród) oraz Produkt roku (17 nagród). Do 2012 roku wybierana była również Firma roku (8 nagród). Od 2004 roku co roku przyznawane są nagrody w kategorii Europejski projekt w technologiach bezwykopowych (15 nagród). Od 2009 roku przyznawane są także Tytanowe Laury Inwestora wyróżniające zamawiających, na których zlecenie wykonane zostały prace.
W 2019 roku podczas Gali wręczenia statuetek odbędzie się aukcja charytatywna wspierająca Fundację Anny Dymnej "Mimo Wszystko".
Statuetka
Nagrodą jest statuetką przedstawiającą muskularnego mężczyznę, tytana, stanowiącego symbol potęgi i mocy. Jego tors oplata winorośl, element natury; który podkreśla symbiozę z naturą podczas stosowania technologii bezwykopowych, które nie niszczą środowiska. Statuetkę zaprojektował krakowski artysta rzeźbiarz Andrzej Krawczak.
Statuetki są wykonywane są w krakowskiej hucie, po czym każdorazowo ręcznie opracowywana przez krakowskiego rzeźbiarza, Andrzeja Krawczaka.
Kategorie
Projekt roku – nowa instalacja – przyznawany od 2003 roku
Projekt roku – renowacja – przyznawany od 2003 roku
Produkt roku – przyznawany od 2003 roku
Firma roku – przyznawany od 2003 roku do 2012 roku
Europejski projekt w technologiach bezwykopowych – przyznawany od 2004 roku
Tytanowe Laury Inwestora – przyznawany od 2009 roku (nagroda dla zamawiającego)
Nagrody
2003
Projekt roku – nowa instalacja – PRI INKOP – Budowa kanalizacji sanitarnej w Łodzi metodą przewiertu sterowanego (814m)
Projekt roku – renowacja – Per AArsleff – Wykonanie renowacji w technologii Insituform układu grawitacyjnego i tłocznego w przepompowni ścieków Powiśle w Warszawie
Produkt roku – OMEGA-LINER – System renowacji sieci kanalizacyjnych UPONOR
Firma rok – BETA
2004
Projekt roku – nowa instalacja – BETA – Budowa kanalizacji sanitarnej (1412m) w centrum Katowic przeciskowymi rurami żelbetowymi (DN1400 i DN1600)
Projekt roku – renowacja – INFRA – Renowacja kolektora WOW (160m) o przekroju 1800/1600 mm na czynnym lotnisku Okęcie w technologii reliningu z zastosowaniem modułów GRP
Produkt roku – BETRAS – Żelbetowe rury przeciskowe pokrywane powłokami z żywic epoksydowych
Firma roku – KWH Pipe
Europejski projekt w technologiach bezwykopowych – LMR Drilling Setubal, Portugalia – Budowan gazociągu wysokiego ciśnienia DN810 pod dnem zatoki morskiej metodą HDD (8800m)
2005
Projekt roku – nowa instalacja – HYDROBUDOWA 9 – Budowa kanalizacji sanitarnej (DN 1600, 3300 m) w Warszawie w ramach projektu Oczyszczalnia Ścieków "Południe" Lot1b
Projekt roku – renowacja – Konsorcjum firm Pfeiffer i Uponor, gł. podwykonawca INFRA – Renowacja systemu kanalizacji w Szczecinie (ponad 8000m)
Produkt roku – MC BAUCHEMIE – Technologia MC-RIM
Firma roku – WAVIN Metalplast Buk
Europejski projekt w technologiach bezwykopowych – LMR DRILLING Borgo Val Di Taro, Włochy – Budowa gazociągu wysokiego ciśnienia DN400 w terenie górskim w technologii HDD (860m)
2006
Projekt roku – nowa instalacja – PRG Metro – Budowa kolektora sanitarnego (200m) DN2400  w Warszawie w technologii mikrotunelowania
Projekt roku – renowacja – KAN-REM – Renowacja syfonu z rur stalowych DN2200 pod kanałem prowadzącym wody chłodnicze z elektrowni Konin z zastosowaniem meotdy Maxi-Trolining
Produkt roku – HERRENKNECHT AG – Maszyny mikrotunelowe EPB przeznaczone do pracy w gruntach spoistych oraz mieszanych nistabilnych, z wysokim poziomem wód gruntowych firmy
Firma roku – Grupa PBG
Europejski projekt w technologiach bezwykopowych – LMR Drilling St. Margharetten, Niemcy – Instalacja rurociągu (2626m) DN300 metodą HDD pod rzeką Łabą
2007
Projekt roku – nowa instalacja – Hydrobudowa 9 – Budowa kolektora ogólnosprawnego (247m) DN2900 w Poznaniu
Projekt roku – renowacja – Preuss Pipe Rehabilitation – Renowacja magistrali wodociągowej (1010m) DN1000 w Bydgoszczy w technologii rękawa nylonowo-poliestrowego z powłoką polietylenową
Produkt roku – Eutit/ przedstawiciel P.V. Prefabet – Przeciskowe rury kanalizacyjne z topionego bazaltu
Firma roku – Herrenknecht AG
Europejski projekt w technologiach bezwykopowych – Per Aarsleff Moskwa, Rosja – Renowacja w technologii CIPP kanału syfonu ściekowego (300m) DN1400, pod rzeką Moskwą
2008
Projekt roku – renowacja – Insituform – renowacja kanalizacji w Zielonej Górze (7800m) DN200-1300/900 metodą Insituform
Produkt roku – IBAK/przedstawiciel: ELse technical and Research Service – Kamera Inspekcyjna Argus 5
Firma roku – INFRA
Europejski projekt w technologiach bezwykopowych – Sonntag Niemcy – budowa rurociągu DN1200 (464m) pod rzeką Ren w technologii Direct Pipe
2009
Projekt roku – nowa instalacja – POL AQUA – Wykonanie mikrotunelu w Białołęce DN800 (4988m)
Projekt roku – rennowacja – Konsorcjum firm Insituform, Insituform Technologies i BinŻ Bełchatów – Modernizacja kolektora III i kanałów zbiroczych (łącznie 6000m) w Pabianicach
Produkt roku – HABA BETON Johann Bartlachner – Przeciskowe rury żelbetowe
Firma roku – INFRA
Europejski projekt w technologiach bezwykopowych – ANESE Wenecja, Włochy – Wykonanie dwóch wiercceń w technologii HDD pod dnem zatoki morskiej na dystanscie 1350-1400m
2010
Projekt roku – nowa instalacja – PRI INKOP – Budowa kolektora Dolnej Terasy Wisły w Krakowie metodą mikrotunelowania, DN600-DN1100 (3279m)
Projekt roku – renowacja – PBG, INFRA, PBRS – Renowacja systemu kanalizacyjnego Krakowa: kanałow nieprzełazowych technologią CIPP, Omega Liner (24 907m), kanałów przełazowych modułami GRP HOBAS (5300m)
Produkt roku – Hobas – Wielkśrednicowe rury GRP DA3000
Firma roku – HYDDROBUDOWA 9
Europejski projekt w technologiach bezwykopowych – Horizontal Drilling International Hawr, Francja – Przekroczenie portu w celu instalacji rurociągu paliwowego DN860 o długości 1500 m w technologii HDD i mikrotunelowania
2011
Projekt roku – nowa instalacja – PRI INKOP – Budowa systemu kanalizacji sanitarnej i rozbudowa sieci wodociągowej w Olsztynie w technologii mikrotunelowania (500–1000, 3936 m) oraz HDD (DN200–300, 1458 m) pod rzeką Łyną
Projekt roku – renowacja – Konsorcjum firm INFRA, HYDROBUDOWA POLSKA, WIERTMAR, PBG – Modernizacja sieci  wodociągowo-kanalizacyjnej w Łodzi (113 206,59 m) oraz przyłączy (21 495,14 m) w technologiach m.in. takich, jak CIPP relining, kraking, Compact Pipe, HDD
Produkt roku – Amitech Poland – Rury ciśnieniowe GRP FLOWTITE z żywic poliestrowych wzmacnianych włóknem szklanym z wypełniaczem w postaci piasku kwarcowego
Firma roku – UNIMARK
Europejski projekt w technologiach bezwykopowych – Konsorcjum firm: HYDROBUDOWA 9, PRG Metro, KWG  Warszawa, Polska – Budowa układu przesyłowego ścieków (DA 2800–3000) ponad 5700m z Warszawy lewobrzeżnej do Oczyszczalni Ścieków Czajka w technologii mikrotunelowania
2012
Projekt roku – nowa instalacja – PRG Metro – Budowa układu przesyłowego ścieków (rurociągi stalowe 2 x DN1600 w tunelu DN4500, 1300 m) z Warszawy lewobrzeżnej do oczyszczalni ścieków „Czajka" w technologii mikrotunelowania
Projekt roku – renowacja – Konsorcjum firm INFRA, Zakład Usług Specjalistycznych MPWiK, BPI INWEST-LEX, Hydrobudowa Polska – Bezwykopowa renowacja 7831 m kanalizacji sanitarnej DN500–1000 i 600 × 900 mm w Nowym Sączu
Mały projekt bezwykopowy – ZRB Janicki – Wykonanie przewiertów skalnych w Bielsku-Białej w związku z instalacją gazociągu HDPE (DN315, 215 m)
Produkt roku – Herrenknecht AG – Tarcza TBM Mixshleid OD5350
Firma roku – PRG Metro
Europejski projekt w technologiach bezwykopowych – Epping Spezialtiefbau i HABA-BETON Johann Bartlechner, Niemcy – Wykonanie dwóch przecisków (DN3200, łącznie 1550m) w tym jednego po dwóch łukach
Tytany specjalne – prof. dr hab. inż. Cezary Madryas
2013
Projekt roku – nowa instalacja – Nawitel – Realizacja najdłuższych przewiertów HDD w Polsce, w ramach budowy gazociągu DN700 (1339m) i światłowodu (1352m)
Projekt roku – renowacja – INFRA – Renowacja kanalizacji deszczowej i ogólnospławnej w Piotrkowie Trybunalskim (DN200-1000, 11 005m) w technologii CIPP oraz burstlining, renowacja CIPP przyłączy (4690m)
Produkt roku – GAmm BUd – Zestaw urządzeń do naprawiania studni kanalizacyjnych metodą narzucania renowacyjnych zapraw mineralnych – System płuczkowy TEQGEL SPECIAL firmy HEADS
Europejski projekt w technologiach bezwykopowych – Visser&Smit Hanab Rotterdam, Holandia: budowa podwójnego rurociągu (27 000 m) o średnicy 24” (DN610 z 16” (DN406) rurą wewnętrzną, w technologii Intersect
2014
Projekt roku – nowa instalacja – PPI CHROBOK – Wykonanie dwóch równoległych przewiertów (2 × 655 m, DN600) w technologii HDD pod rzeką Oławą w ramach budowy magistrali we Wrocławiu
Projekt roku – renowacja – Konsorcjum firm Blejkan i INFRA – Renowacja kanalizacji sanitarnej (1168,23 m) i deszczowej (2322,27 m) w Pawłowicach w technologii CIPP i krakingu
Mały projekt bezwykopowy – Biuro Wdrożeniowo-Projektowe SABEL – Wykonanie sześciu przewiertów HDD pod rzekami Widawą (DN125, 300 m i 336 m) i Odrą (DN160, 254 m, 312 m, 165 m, 306 m) we Wrocławiu | ZRB Janicki – Wykonanie dwóch równoległych przekroczeń rzeki Świny w Świnoujściu (DN200, 500m, 524 m) dla potrzeb sieci teletechnicznej
Produkt roku – Normag /przedstawiciel: ROE – Trzymodułowy system separacji faz dla HDD i mikrotunelowania
Europejski projekt w technologiach bezwykopowych – Nawitel Polska – Wykonanie w ramach budowy gazociągu DN700 ponad 16 km przewiertów HDD. Zrealizowano łącznie 39 przekroczeń
Tytany specjalne – Wodociągi Miasta Krakowa
2015
Projekt roku – nowa instalacja – PRI INKOP – Budowa kolektora sanitarnego DN800 (2063 m), w tym 1992 m w technologii mikrotunelowania oraz kolektora DN400 (802 m) w technologii przewiertu sterowanego
Projekt roku – renowacja – BLEJKAN – Renowacja kanału ogólnospławnego o przekroju jajowym od 750 × 500 do 1100 × 700 mm (630 m); renowacja 38 przyłączy w technologii CIPP i pakerów DN800 i in. prace
Mały projekt bezwykopowy – PRI INKOP – Budowa kanalizacji sanitarnej na osiedlu Wilno w Warszawie w technologii  mikrotunelowania (781,6 m). Budowa  kanalizacji sanitarnej z rur GRP (1424,06 m)
Produkt roku – Grundopit Keyhole – mikrowiertnica sterowana HDD firmy TRACTO-TECHNIK
Europejski projekt w technologiach bezwykopowych – A. Hak Drillcon Hamburg, Niemcy – mikrotunelowanie pod rzeką Łabą w Hamburgu w ramach budowy dwóch gazociągów (1500 m; średnica tarczy MTBM: 3025 mm)
2016
Projekt roku – nowa instalacja – Konsorcjum firm: Hoster i ZRB Janicki
Projekt roku – renowacja – BLEJKAN – Bezwykopowa modernizacja kolektora kanalizacyjnego (1500/2250 mm, 2700 m) w Krakowie w technologii reliningu panelami GRPanel oraz odcinka 70 m (3000/2350 mm) w technologii wykładania płytkami bazaltowymi
Mały projekt bezwykopowy – TERLAN – Renowacja magistrali wodociągowej z rury stalowej (DN300) w technologii natrysku odśrodkowego powłoką polimocznikową
Produkt roku – Moduł Vipliner przeciskowy typu drenarskiego VL-PD L= 1m firmy Uponor Infra
Europejski projekt w technologiach bezwykopowych – Konsorcjum firm: Inżynieria Rzeszów, Besta PB, Sack Invent Poland, Abikorp PRI Warszawa, Polska – Budowa kolektora Burakowskiego BIS (DN3270, 3200 m) w Warszawie w technologii mikrotunelowania
2017
Projekt roku – nowa instalacja – PPI CHROBOK – Pierwsze w Polsce przekroczenia bezwykopowe DN1000 (3354m), w technologii Direct Pipe (1164m) oraz HDD (2190m), wykonane w ramach budowy gazociągu Czeszów-Kiełczów
Mały projekt bezwykopowy – ZRB Janicki – Budowa gazociągu DN500 (336m) pod dnem rzeki Skrwa (okolice Płocka) w technologii HDD
Produkt roku – Nawigacja teleoptyczna TSP – system nawigacji do wiertnic poziomych ślimakowych firmy Jumarpol
Europejski projekt w technologiach bezwykopowych – A. Hak Leidingbouw Schoonebeek, Holandia – Rehabilitacja 45-kilometrowego wodociągu metodą pipe-in-pipe
Tytany specjalne – Izba Gospodarcza "Wodociągi Polskie" JLM MSkiner w Polsce
2018
Projekt roku – nowa instalacja – ZRB Janicki – Najdłuższe z dotychczas wykonanych w Polsce przekroczeń HDD w warunkach skalnych (979m, DN700)
Projekt roku – renowacja – Terlan i BLEJKAN – Renowacja Kolektora Prawobrzeżnego I w Poznaniu (1890 m, 1000/1720 mm do 3200/2600 mm w technologii reliningu krótkiego modułami GRP), sieci kanalizacyjnej (18 7800 m) w technologii CIPP UV oraz CIPP z wykorzystaniem rękawów filcowych utwardzanych gorącą wodą, i in. prace
Mały projekt bezwykopowy – PPHU AKWA – Renowacja kolektora deszczowego DN1300/DA1800 (54m) w Zabrzu
Produkt roku – Aquaren Panel System firmy Aquaren
Europejski projekt w technologiach bezwykopowych – PPI CHROBOK – Dwie instalacje gazociągu 48 (598 m, 655 m) w technologii Direct Pipe w ramach budowy Gazociągu Transadriatyckiego w Grecji
Tytany specjalne – WUPRINŻ Uponor Infra
2019
Projekt roku - nowa instalacja: ZRB Janicki
Tytanowy Laur Inwestora: Operator Gazociągów Przesyłowych GAZ-SYSTEM S.A.
Projekt roku – renowacja: konsorcjum firm BLEJKAN i AKWA Zabrze
Tytanowy Laur Inwestora: Miejskie Przedsiębiorstwo Wodociągów i Kanalizacji SA w Krakowie (Wodociągi Miasta Krakowa – W Krakowie dobra woda prosto z kranu)
Mały projekt bezwykopowy: AKWA Zabrze
Tytanowy Laur Inwestora: Katowicka Infrastruktura Wodociągowo-Kanalizacyjna Sp z oo
Europejski projekt w technologiach bezwykopowych: Aarsleff
Produkt roku: E-power Piper, produkt firmy Herrenknecht AG
W tym roku dodatkowo został przyznany Tytan specjalny: Polskie Zrzeszenie Inżynierów i Techników Sanitarnych
W sumie przyznano 83 nagrody, z czego 77 Tytanów w łącznie sześciu kategoriach, a sześciu laureatom wręczono Tytany specjalne.